# Mesochorus inurbanus
Mesochorus inurbanus är en stekelart som beskrevs av Dasch 1974. Mesochorus inurbanus ingår i släktet Mesochorus och familjen brokparasitsteklar. Inga underarter finns listade i Catalogue of Life.